# Gretna (Louisiana)

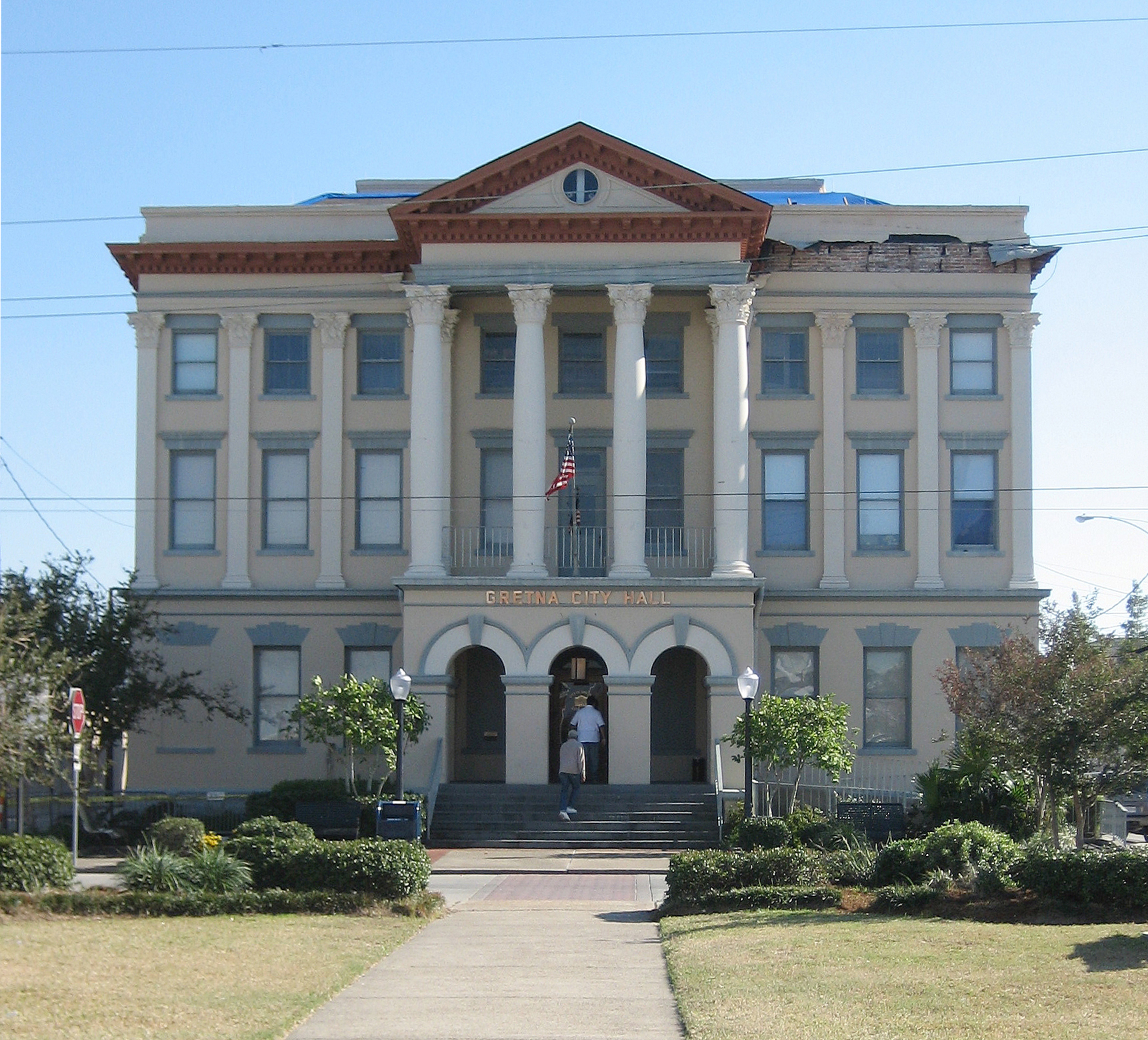
Het stadhuis van Gretna, met enige schade door de orkaan Katrina

Gretna is een plaats (city) in de Amerikaanse staat Louisiana, gelegen aan de westoever van de Mississippi tegenover New Orleans. Het is de hoofdplaats van Jefferson Parish.
Gretna werd in 1836 gesticht als Mechanicsham. Als knooppunt van spoorwegen en met een veerdienst naar New Orleans groeide Mechanicsham. In 1913 werd de plaats een stad onder de huidige naam.

## Demografie
Gretna kan tot het grootstedelijk gebied van New Orleans worden gerekend. Bij de volkstelling in 2000 werd het aantal inwoners vastgesteld op 17.423. In 2006 is het aantal inwoners door het United States Census Bureau geschat op 16.285, een daling van 1138 (-6.5%). In 1940 waren er nog 10.879 inwoners.
In 2000 was 56,32% van de inwoners blank, 35,53% was Afro-Amerikaans, 6,34 Latino/Hispanic en 3,12 Aziatisch.

## Geografie
Volgens het United States Census Bureau beslaat de plaats een oppervlakte van
10,0 km², waarvan 9,1 km² land en 0,9 km² water.

## Plaatsen in de nabije omgeving
De onderstaande figuur toont nabijgelegen plaatsen in een straal van 8 km rond Gretna.

## Geboren
- Emmett Hardy (12 juni 1903), jazzmuzikant
- Lash La Rue (14 juni 1917), acteur